# 42924 Бетлем
42924 Бетлем (42924 Betlem) — астероїд головного поясу.
Тіссеранів параметр щодо Юпітера — 3,520.